# Dvojplyšový vlasový koberec
Dvojplyšový vlasový koberec sestává ze dvou podkladových tkanin protkaných vlasovými přízemi. Tkaniny vznikají ve dvou ústrojích nad sebou, obě části se rozřezávají na tkacím stroji tak, že vznikají dva koberce s řezaným, resp. s taženým vlasem. 

## Způsob výroby
Ke tkaní se předkládají dvě osnovy pro základní tkaniny, dvě osnovy s vlasovými nitěmi a dva resp. tři útky. Každý útek se zatkává s pomocí páru tuhých jehel (rapírů), v každém páru přivádí podávací jehla útkovou nit doprostřed prošlupu, kde ji přebírá jehla odváděcí. Dvojplyšové stroje jsou konstruovány pro dva nebo tři páry zanášecích jehel. 

## Koberce s řezaným vlasem

### Tkaní se dvěma páry jehel (dvojitý rapír)
Hustota paprsku 160 až 1400 zoubků / m, vzory až v 16 barvách. Příze: Polypropylen (BCF, pařené nebo CF), polyakryl, vlna nebo viskóza.
Základní tkaniny se zhotovují v různých vazbách. Vlasová nit je vedena tak, že prochází střídavě horní a dolní základní tkaninou, při čemž obepíná jeden nebo více útků. Může také procházet po několik prohozů základními tkaninami jako „mrtvá“ (na povrchu neviditelná) nit. Prošlup základních osnov je řízen listovkou (s max. 16 listy), vlasové osnovy mohou být ovládány agregátem až ze 4 elektronických žakárů s kapacitou do 33 792 nití. Pohyb nože dosahujícího celou šířku tkaniny je řízen otáčkami vačky.
Na dvojplyšových strojích se dvěma páry jehel se dá utkat až 180 m2/h koberců s maximální hustotou 4 miliony vlasů na m2. Výrobky se dají sotva rozlišit od ručně vázaných koberců.
Speciální dvojrapírové stroje na smyčkové koberce mohou pracovat s žakárovým prošlupem pro maximálně 17 000 osnovních nití. Smyčkový vlas může být velmi nízký (2 mm), stroje dosahují až trojnásobek výkonu oproti tkaní s útkovou prutovou technikou.

### Tkaní se třemi páry jehel (trojitý rapír)
Při jednom prohozu se zanášejí současně dva útky do horního prošlupu a jeden útek do dolního. Při následujícím prohozu prochází jeden útek horním a dva útky dolním prohozem. Na tento způsob se tvoří vlasy spojením dvou útků, na stroji se dá vyrobit např. s polypropylenovou vlasovou přízí až 250 m2/h tkaniny (asi o 50 % víc než na stroji se 2 jehlami).
Alternativně se mohou tvořit vlasy střídavě ze dvou a z jednoho útku.
Na strojích s trojitou jehlou se mohou vyrábět koberce s rubní stranou přesně napodobující ručně vázané výrobky.

## Koberce s taženým vlasem
Stroje na koberce s taženým vlasem jsou vybaveny lištami lžičkovitého tvaru (zvanými také osnovní pruty ) umístěnými mezi osnovními nitěmi. Horní jehly ukládají na lišty pomocný útek, kolem kterého se ovíjejí smyčky z vlasových nití, zatímco dolní jehly zanáší útek do podkladové tkaniny. Pomocný útek se potom uprostřed tkaniny přestřihne a po obou stranách vytáhne.

## Koberce se sisalovým vzhledem
se vyrábějí tak, že prostřední jehly zatkávají tlustý útek střídavě do horní a dolní tkaniny. Tkaniny se vyrábějí nejčastěji z polypropylenových přízí, mají však vzhled sisalových výrobků. Sisalový vzhled se může také kombinovat se vzorováním s řezaným vlasem.
Obě tkaniny jsou na sobě zcela nezávislé ve vzorování i ve velikosti: Např. na osmimetrovém stroji se mohou nad sebou tkát dvě dvoumetrové a jedna tkanina v šířce 4 metry. 

## Použití
Běžné dvojplyšové koberce se vyrábějí nejčastěji jako jednotlivé kusy pro vybavení bytu, v 6 až 8 barvách. Hustota vlasu dosahovala v roce 2017 až 1 milion chomáčků na1 m2, všeobecně jsou žádané výrobky se stále vyšší hustotou.
Koberce se sisalovým vzhledem jsou vhodné také jako celoplošné podlahové krytiny (ode zdi ke zdi) pro vnitřní i vnější použití.
V 1. dekádě 21. století obnášela celosvětová roční výroba tkaných koberců (většinou dvojplyšových, jen s nízkým podílem wiltonských a axminsterských) více než 450 milionů m2. 